# باسزیری
باسزیری شهری در شهرستان کوکولوگو در استان بولکیمده در بورکینافاسوی غربی مرکزی است جمعیت آن ۵۱۳۷ نفر است.